# Malma, Bondkyrka
Malma är en by i Bondkyrka socken, Uppsala kommun. Byns marker är i dag till stora delar upptagna av bebyggelse tillhörig stadsdelarna Valsätra och Rosendal.
Byläget har mycket gamla anor. En stenåldersboplats på byns marker undersöktes 1988-1989. Ett gravfält i höjdläge intill byn undersöktes 1982 och visade sig härröra från övergången mellan bronsåldern och järnåldern, cirka 500-300 f.Kr. Det framkom även flera stensträngar och andra boplatslämningar från samma tid. Malma bys ägor innehåller även en mängd andra lämningar från samma tid, bland annat flera skärvstenshögar. Gravfältet RAÄ 343 Uppsala, som består av ungefär 15 högar och 45 runda stensättningar är förmodligen Malmas bygravfält från äldre järnålder.
I skriftliga källor omtalas byn första gången 1221, då Sankta Maria kyrka i Östra Aros innehade jord i byn ('in villa de Malinum'). En Björn i Malma ('de Malmum') var faste vid ting i Uppsala 1299. 
År 1346 bytte en man vid namn Könik Skarlakan bort sin arvejord i Malma mot ett hemman i Kåddis i Västerbotten, som genom donation kommit att tillhöra ärkebiskopen i Uppsala. Därigenom blev ärkebiskopen innehavare av mark i Malma.
1540 bestod byn av ett kyrkohemman och 3 Sankt Erikshemman, som fram till 1536 tillhörde Uppsala domkyrka, därefter drogs in som Gustav Vasas privata egendom, och 1624 donerades till Uppsala universitet. Den äldsta kartan av byn härrör från 1690. Då fanns här fyra gårdar och två torp. Gårdsantalet förblev tämligen oförändrat under den närmaste tiden. Laga skifte förrättades 1850-1852. 1860 fanns fyra gårdar kvar på bytomten, och ytterligare två på utflyttade lägen. Dessutom inte mindre än elva backstugor på byns ägor.
Efter 1950 började det expanderande Uppsalas förorter att växa över byns ägor. Den gamla bytomten och delar av dess bebyggelse finns dock fortfarande kvar.